# Partido judicial de Mataró
El Partido judicial de Mataró es uno de los 49 partidos judiciales en los que se divide la comunidad autónoma de Cataluña, siendo el partido judicial n.º 4 de la provincia de Barcelona.
El ámbito territorial, que viene regulado por el Real Decreto 529/1983, de 9 de marzo, comprende a las localidades de Alella, Argentona, Cabrera de Mar, Cabrils, Caldetas, Dosrius, El Masnou, Mataró, Orrius, Premiá de Dalt, Premiá de Mar, San Andrés de Llavaneras, San Ginés de Vilasar, San Vicente de Montalt, Teyá, Tiana y Vilasar de Mar.
La cabeza de partido y por tanto sede de las instituciones judiciales es Mataró. Cuenta con nueve juzgados de primera instancia, 5 Juzgados de instrucción, un Juzgado de Violencia sobre la mujer, dos juzgados de lo penal y dos juzgados de lo social.